# Harold II
Harold II, Harald II (ur. ok. 1022, zm. 14 października 1066) – król Anglii panujący w 1066 roku. Syn Godwina, earla Wessex i Gythy Thorkelsdóttir, spowinowaconej z królem Kanutem Wielkim, szwagier Edwarda Wyznawcy.

## Potężny magnat
Ojciec Harolda, earl Godwin, był najpotężniejszym anglosaskim magnatem w czasach rządów dynastii duńskiej i panowania Edwarda Wyznawcy. W 1045 r. wydał on swoją córkę Edytę za króla Edwarda. Z tej okazji Harold został mianowany earlem Anglii Wschodniej. W 1047 r. z łask króla Edwarda wypadł starszy brat Harolda, Swen, który został skazany na wygnanie za porwanie i więzienie mniszki. Harold został wówczas dziedzicem ojca i otrzymał część dóbr wygnanego brata. Kiedy w 1049 r. Swen chciał powrócić w łaski króla, Harold się temu sprzeciwił.
W 1050 r. doszło do kolejnego już konfliktu króla z Godwinem. Tym razem jednak potężny earl przegrał i musiał udać się na wygnanie. Anglię opuścił też w 1051 r. Harold, który udał się do Irlandii ze swoim młodszym bratem, Leofwinem. Latem 1052 r. Godwin powrócił jednak z wygnania do południowej Anglii. Niedługo później na północy wylądował Harold i pokonał lokalne wojska królewskie. Następnie połączył się ze swoim ojcem i wspólnie wymusili na Edwardzie powrót do stanu sprzed 1051 r. W 1053 r. zmarł Godwin i Harold odziedziczył jego tytuł earla Wesseksu. W 1058 r. został dodatkowo hrabią Hereford. Stanął również na czele anglosaskich magnatów, którzy sprzeciwiali się pronormandzkiej polityce Edwarda Wyznawcy, który otaczał się na swym dworze przybyszami z Normandii i powierzał im różne lukratywne godności.
Wzrastała również potęga rodu Harolda. W 1055 r. jego brat Tostig został earlem Northumbrii, co zakończyło się rebelią niezadowolonego Elfgara, earla Anglii Wschodniej. Elfgar sprzymierzył się z Walijczykami. Przeciwko buntownikowi wyruszył Harold, który bez wydania bitwy zmusił Walijczyków do podpisania pokoju. W 1057 r. Harold otrzymał we władanie pogranicze walijskie. Rok wcześniej posłował do Ratyzbony, gdzie prowadził rokowania z królem Węgier Andrzejem I w sprawie powrotu do Anglii ostatniego męskiego krewnego Edwarda Wyznawcy, Edwarda Wygnańca. Przy tej okazji odbył prawdopodobnie pielgrzymkę do Rzymu. Rokowania zakończyły się sukcesem i Edward przybył do Anglii w 1057 r., jednak zmarł niedługo później, pozostawiając małego synka, Edgara.
W 1062 r. zmarł earl Elfgar, co wykorzystał Harold, atakując nagle jego walijskiego sojusznika, księcia Gruffydda ap Llywelyna. Harold zdobył Rhuddlan i zniszczył stacjonującą tam walijską flotę, ale samego Gruffydda nie udało mu się pojmać. Działania wojenne przerwano z powodu złej pogody i wznowiono dopiero w maju 1063 r. Kampania miała charakter niszczycielskich napadów na niebronione walijskie wybrzeże, połączone z lądowym atakiem Tostiga. Na terenach zajętych przez Harolda jego oddziały pozostawiały kamienie z napisem: Hic fuit victor Haroldus („Zwycięzcą tu był Harold”). Gruffydd próbował jeszcze walki partyzanckiej, ale znienawidzony przez poddanych został zamordowany. Pogranicze walijskie zostało uspokojone, a Harold zyskał sławę wyśmienitego dowódcy.
W 1064 r. Harold nagle znalazł się w Ponthieu w Normandii po zatonięciu swojego statku. Nie wiadomo, co sprowadziło go na ziemie księcia Normandii, Wilhelma II. Jedna z hipotez głosi, że Harold chciał odwiedzić członków swojej rodziny i przyjaciół z czasów wygnania w 1051 r. Według ludzi związanych z normandzkim dworem, Harold wypełniał misję powierzoną mu przez króla Edwarda. Książę Wilhelm twierdził, że podczas spotkania z Edwardem Wyznawcą w 1051 r. otrzymał od niego przyrzeczenie sukcesji na tronie Anglii (Edward nie miał dzieci). Harold miał zostać wysłany do Normandii, by zaprzysiąc raz jeszcze słowa króla.
Harold znalazł się na dworze Wilhelma i brał u jego boku udział w wyprawie przeciwko księciu Bretanii Conanowi II. Podczas przemarszu obok ufortyfikowanego opactwa Mont Saint-Michel Harold uratował dwóch żołnierzy Wilhelma z ruchomych piasków. W podzięce Wilhelm pasował go na rycerza. Tkanina z Bayeux i inne normandzkie źródła twierdzą, że Harold przyrzekł przy tej okazji wierność Wilhelmowi i poparcie dla jego pretensji do angielskiego tronu. Kronikarz Orderyk Vitalis tak opisał Harolda: „Anglik był bardzo wysoki i przystojny, zwracał uwagę siłą fizyczną, odwagą i elokwencją”.
Po powrocie do Anglii Harold wsparł w 1065 r. rebeliantów w Nortumbrii, którzy zbuntowali się przeciwko fiskalnej polityce brata Harolda, Tostiga. Miejsce obalonego brata zajął earl Morcar. To postępowanie Harolda sprawiło, że stworzył sobie niebezpiecznego wroga we własnej rodzinie.

## Życie prywatne
Ok. 1042 r. Harold ożenił się po raz pierwszy, z Ealdgyth, zwaną Łabędzioszyją (ok. 1025 – ok. 1086). Było to małżeństwo według tzw. prawa duńskiego, nieuznawane przez Kościół. Para miała następujące dzieci:
- Godwin (ur. 1049), prawdopodobnie kunigaitis żmudzki Godwinas[potrzebny przypis]
- Edmund (ur. 1049)
- Magnus, hipotetycznie utożsamiany z komesem wrocławskim z końca XI wieku[1]
- Gytha (ur. 1053, zm. 1098 lub 1107), żona Włodzimierza II Monomacha, księcia ruskiego
- Gunhilda (ur. 1055, zm. 1091)

Mniej więcej w styczniu 1066 r. Harold oddalił Ealdgyth i poślubił Aldgyth, córkę earla Elfgara z Mercji oraz siostrę Morcara z Nortumbrii i Edwina z Mercji. Miał z nią dwóch pogrobowych synów urodzonych w listopadzie 1066 r. - bliźniaków Harolda i Ulfa. Najprawdopodobniej dożyli oni lat sprawnych i zmarli na wygnaniu.

## Król Anglii
Król Edward Wyznawca zmarł 5 stycznia 1066 r. Harold twierdził, że na łożu śmierci przekazał mu koronę. Rację Harolda uznał witan, czyli zgromadzenie tanów anglosaskich. Harold został błyskawicznie koronowany przez ekskomunikowanego arcybiskupa Stiganda (była to pierwsza koronacja dokonana w Opactwie Westminsterskim). Wybierając Harolda tanowie pominęli ostatniego potomka Alfreda Wielkiego, Edgara Æthelinga, który był za młody, niedoświadczony i pozbawiony szerszych wpływów, a nadchodzącym wydarzeniom mógł sprostać tylko człowiek stanowczy i doświadczony. Na wieść o śmierci Edwarda Wyznawcy pretensje do korony zgłosili dwaj ludzie - książę Normandii Wilhelm i król Norwegii Harald III Srogi.
Z norweskim władcą sprzymierzył się brat Harolda, Tostig. Król próbował przeciągnąć go na swoją stronę, oferując mu 1/3 królestwa. Tostig zapytał wówczas, co Harold ofiaruje królowi Norwegii. Zdaniem kronikarza Henry’ego z Hungtington Harold miał odpowiedzieć: Sześć stóp ziemi, albo trochę więcej, ile będzie potrzebował, bo to podobno postawny mężczyzna. Nie wiadomo jednak gdzie wspomniana rozmowa miała miejsce.
Zagrożony atakiem z Norwegii i Normandii, Harold całą wiosnę i lato trzymał pod bronią pospolite ruszenie, tzw. fyrd. Kiedy jednak nadszedł wrzesień, uznał inwazję za nieprawdopodobną i rozpuścił fyrd do domów. Wtedy przyszła do niego wieść o lądowaniu Haralda III i Tostiga na północy i o strasznej klęsce jaką ponieśli earlowie Edwin i Morcar pod Gate Fulford 20 września 1066 r. Norwegowie zdobyli również York. Harold nie zwlekając ruszył błyskawicznym marszem na północ i 25 września zaskoczył Norwegów pod Stamford Bridge. Harald III musiał przyjąć bitwę w niesprzyjających warunkach. Zaskoczona i nieprzygotowana do bitwy armia norweska poniosła druzgocącą klęskę. Harald walczył dzielnie, ale zginął trafiony strzałą w gardło. Niebezpieczeństwo norweskie zostało zażegnane.

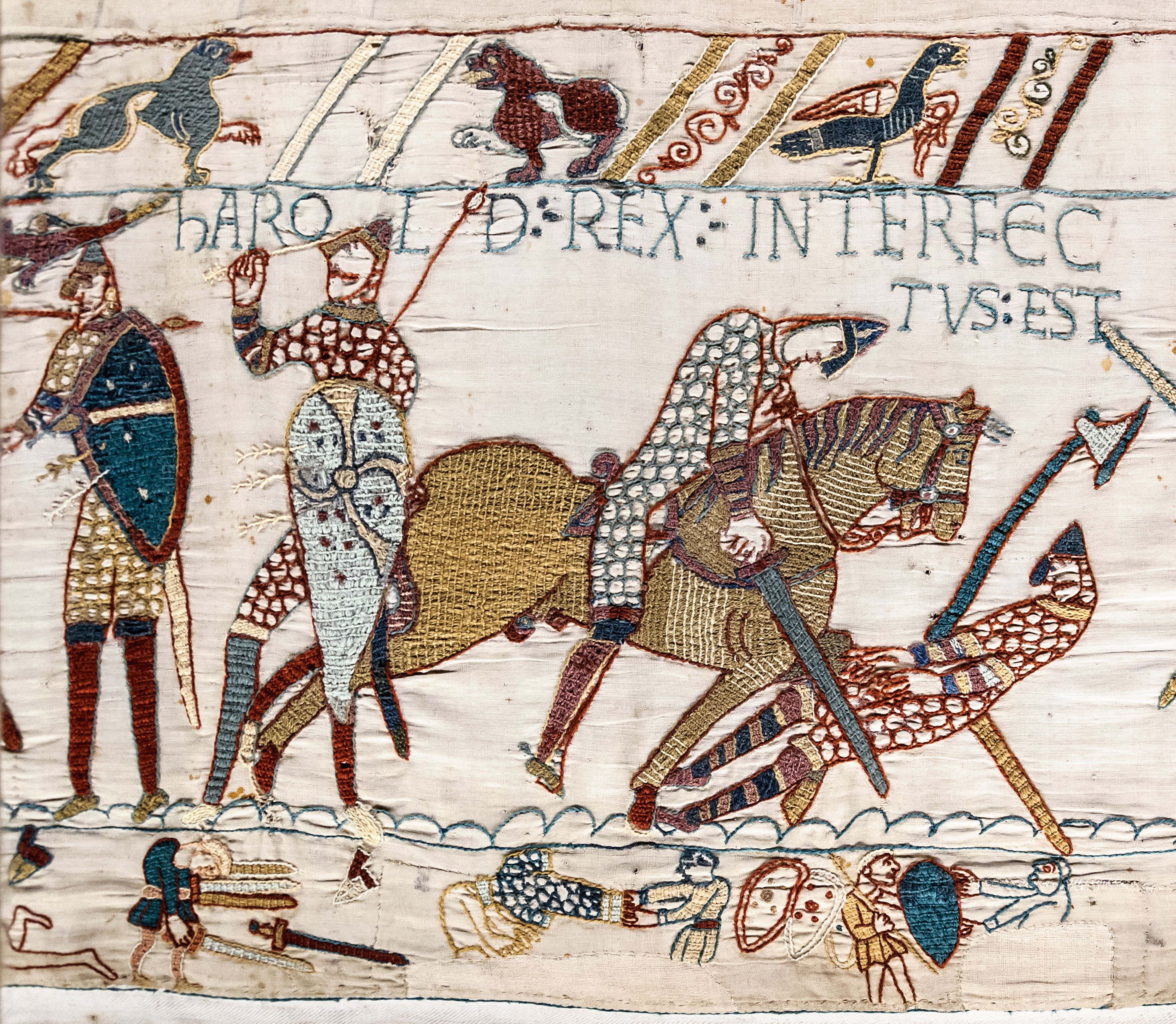
Śmierć Harolda II pod Hastings

Harold nie cieszył się długo ze swojego sukcesu. Na początku października doszła do niego wieść, że Wilhelm Normandzki wylądował 29 września w Pevensey. Była to ostatnia, zakończona sukcesem, próba podboju Brytanii. Harold nie zwlekając ruszył na południe. 8 października stanął w Londynie. 13 października zjawił się pod Hastings, gdzie czekał już na niego Wilhelm. Harold, nie czekając na przybycie pospolitego ruszenia, stanął do bitwy z 6 tys. rycerstwa. Wojsko jego było znużone marszem, ale usypało na wzgórzu Senlac okopy i stanęło za murem z tarcz. Wysiłki Normanów (ok. 7 tys. ludzi) i ich jazdy były daremne. Mur z tarcz nie zachwiał się, panice natomiast uległy niektóre normandzkie oddziały. Nie powiódł się również manewr pozorowanej ucieczki. Sytuacja Wilhelma stawała się nie do pozazdroszczenia.
O wyniku bitwy przesądził przypadek. W późnych godzinach popołudniowych zabłąkana strzała trafiła Harolda w oko. Król upadł, co wywołało panikę w anglosaskich oddziałach. Wykorzystał to Wilhelm, który poprowadził decydujące uderzenia. Szyk Anglosasów załamał się, większość armii rzuciła się do ucieczki. Większość przybocznej gwardii Harolda (huskarlowie) została wybita do nogi. Zginął król Harold i jego dwaj bracia. Wilhelm był panem pobojowiska.
Bitwa pod Hastings oddała losy Anglii w ręce Wilhelma. Przypieczętowała ostatnią spośród zakończonych sukcesem prób podboju Brytanii. Rozpoczął się okres mordów i łupieży. Wkrótce poddał się Londyn, odcięty od dostaw żywności. Tak skończyło się panowanie Anglosasów w Anglii.

## W kulturze

### Legendy dotyczące śmierci
Ciąg wydarzeń zgodnie, z którym Harold zginął na skutek trafienia strzałą bywa kwestionowany, ze względu na niejednoznaczność fragmentu przedstawiającego bitwę na tkaninie z Bayeux. Legendy powstałe po zakończeniu bitwy sugerują, że król poniósł śmierć z rąk rycerzy Wilhelma, lub samego księcia Normandii. Według innej opowieści, powstałej w XII wieku, Harold przeżył inwazję normańską, wyruszył na pielgrzymkę do Francji oraz Anglii, po czym wrócił do Dover i Chester gdzie żył jak pustelnik.

### Gry wideo
W serii gier wideo Crusader Kings jednym z grywalnych władców jest Harold II Godwineson of Godwin, przedstawiony jako król Anglii.